# Eresus walckenaeri
Eresus walckenaerius és una espècie d'aranya araneomorfa de la família dels erèsids (Eresidae). Fou descrita per primera vegada l'any 1832 per Brullé. És pròpia de la Mediterrània oriental. El nom d'espècie és en honor de Charles Athanase Walckenaer.
Aquesta espècie es troba al sud dels Balcans, al sud d'Itàlia, Turquia i les illes del Mar Egea.
Els mascles són molt similars als d'Eresus sandaliatus o Eresus cinnaberinus; les femelles, en canvi, fan 4 cm. Les femelles sovint tenen una banda vermella en el seu opistosoma. Els mascles adults poden ser vistos des d'abril fins a juny. El seu refugi els construeixen sota les pedres. En la posta, un sac d'ous conté diversos centenars d'ous i sembla que es dispersen utilitzant el sistema de vol (ballooning), de manera que no es troben en grups grans.
Segons el World Spider Catalog amb data de desembre de 2018, hi ha una subespècie reconeguda: Eresus walckenaeri moerens, C. L. Koch, 1846 (Afganistan).